# كأس محمد الخامس 1964
كأس محمد الخامس 1964 كانت النسخة الثالثة من بطولة كأس محمد الخامس لكرة القدم، وهي بطولة ودية تقام سنويا في مدينة الدار البيضاء بالمغرب منذ عام 1962.
أقيمت النسخة الثالثة من البطولة خلال يومي 22-23 أغسطس (آب) 1964 على الملعب الشرفي بمدينة مكناس بالمغرب بمشاركة أربعة فرق، منها اثنان من أوروبا، وفريق واحد من أمريكا الجنوبية وواحد من الدولة المضيفة. تمكن فريق بوكا جونيورز الأرجنتيني في نهاية البطولة من إحراز اللقب بعد فوزه على الفريق الفرنسي سان إتيان ثم فوزه في المباراة النهائية على فريق ريال مدريد الإسباني.

## الفرق المشاركة
| الفريق       | التأهل                                 |
| ------------ | -------------------------------------- |
| بوكا جونيورز | بطل دوري الدرجة الأولى الأرجنتيني 1964 |
| ريال مدريد   | بطل الدوري الإسباني 1963–64            |
| سانت إتيان   | بطل الدوري الفرنسي 1963–64             |
| الجيش الملكي | بطل الدوري المغربي لكرة القدم 1963–64  |

## ملعب البطولة
| مكناس                |
| -------------------- |
| الملعب الشرفي بمكناس |
| السعة: 20,000 متفرج  |
|                      |

## المباريات

### الدور نصف النهائي
يشير إلى الفرق التي تأهلت لمباراة الدور النهائي بالبطولة
| التاريخ            | الفريق1      | النتيجة | الفريق الثاني |
| ------------------ | ------------ | ------- | ------------- |
| 23 أغسطس (آب) 1964 | الجيش الملكي | 0–4     | ريال مدريد    |
| 23 أغسطس (آب) 1964 | بوكا جونيورز | 3–0     | سانت إتيان    |

| الجيش الملكي | 0–4   | ريال مدريد                          |
| ------------ | ----- | ----------------------------------- |
|              | تقرير | أمانسيو 20'، 24'، 26' · مورولون 87' |

| بوكا جونيورز                        | 3–0   | سانت إتيان |
| ----------------------------------- | ----- | ---------- |
| روخاس 60' · 69' · رولي جونزاليس 84' | تقرير |            |

### مباراة تحديد المركز الثالث
| الجيش الملكي         | 2–3 (ب.و.إ.) | سانت إتيان               |
| -------------------- | ------------ | ------------------------ |
| يوسف 55' · مصطفى 63' | تقرير        | غاي 35'، ?' · فينيسكي ?' |

### المباراة النهائية
| بوكا جونيورز       | 2–1   | ريال مدريد |
| ------------------ | ----- | ---------- |
| أنغل روخاس 7'، 74' | تقرير | بوشكاش 12' |

| بوكا جونيورز | ريال مدريد |

| GK                   | 1  | نيستور إيريا                |
| مدافع                | 2  | روبن ماغدالينا              |
| مدافع                | 3  | سيلفيو مارزالوني            |
| مدافع                | 4  | أيرس مورايس                 |
| وسط                  | 5  | أنتونيو راتين               |
| وسط                  | 6  | أورلاندو بيسانيا دي كارفايو |
| مهاجم                | 7  | خوان كارلوس رولي            |
| مهاجم                | 8  | أنخيل روجاس                 |
| مهاجم                | 9  | نوربيرتو مينينديز           |
| مهاجم                | 10 | أليسيدس سيلفيرا             |
| مهاجم                | 11 | ألبرتو ماريو غونزاليس       |
| المدرب:              |    |                             |
| أريستوبولو ديامبروسي |    |                             |

| GK           | 1  | خوسيه أراكيستاين              |  |    |
| مدافع        |    | إيسيدرو سانشيز غارسيا-فيجوراس |  |    |
| مدافع        |    | خوسيه سانتاماريا              |  |    |
| مدافع        |    | أنطونيو ميرا                  |  |    |
| مدافع        |    | إغناسيو زوكو                  |  |    |
| وسط          |    | لوسيان مولر                   |  |    |
| مهاجم        |    | أمانسيو أمارو                 |  |    |
| مهاجم        |    | فيليكس ريوز                   |  | a' |
| مهاجم        |    | رامون غروسو                   |  |    |
| مهاجم        | 10 | فيرينتس بوشكاش                |  |    |
| مهاجم        | 11 | باكو خينتو                    |  |    |
| البدلاء:     |    |                               |  |    |
| وسط          |    | بيبي سواريز                   |  | a' |
| مدرب:        |    |                               |  |    |
| ميغيل مونيوز |    |                               |  |    |

## الترتيب النهائي
| الفريق           | لعب | فوز | تعادل | خسارة | له | عليه | GD |
| ---------------- | --- | --- | ----- | ----- | -- | ---- | -- |
| بوكا جونيورز (C) | 2   | 2   | 0     | 0     | 5  | 1    | +4 |
| ريال مدريد       | 2   | 1   | 0     | 1     | 5  | 2    | +3 |
| سانت إتيان       | 2   | 1   | 0     | 1     | 3  | 5    | -2 |
| الجيش الملكي     | 2   | 0   | 0     | 2     | 2  | 7    | -5 |

## النتائج

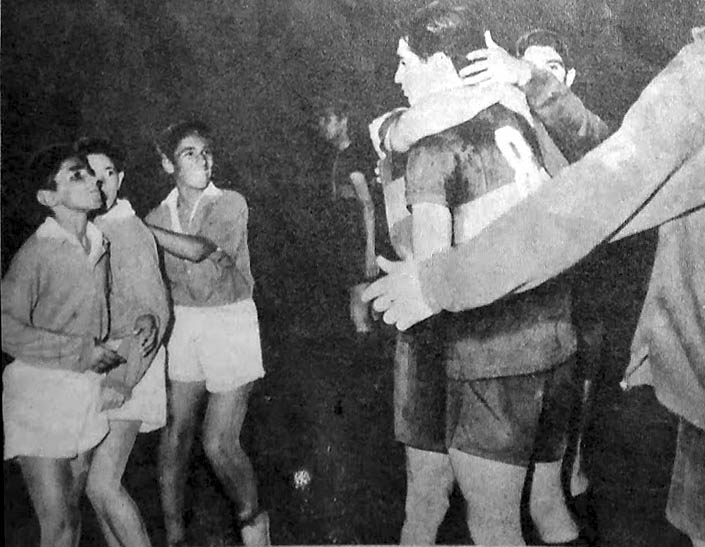
أنخيل روجاس مهاجم فريق بوكا جونيورز الذي حصل على لقب أفضل لاعب في المباراة النهائية لبطولة كأس محمد الخامس 1964

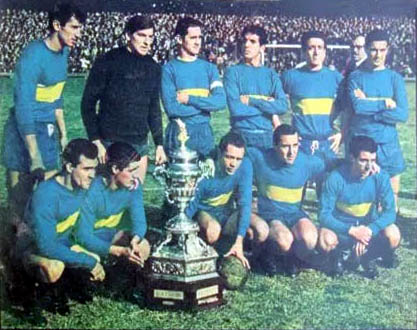
لاعبو فريق بوكا جونيورز الأرجنتيني بعد الفوز بكأس محمد الخامس 1964

كانت نسخة عام 1964 من بطولة كأس محمد الخامس لكرة القدم هي أول بطولة كأس قارية يفوز بها فريق بوكا جونيورز الأرجنتيني. وعلى الرغم من كونها بطولة ودية، فإن الفريق لم يكن قد سبق له على مدار تاريخه، ولا لأي فريق أرجنتيني آخر، المشاركة من قبل في مسابقات قارية مماثلة مثل كأس ريو أو كأس العالم للأندية الصغيرة. كان فريق بوكا جونيورز قد فشل في العام السابق لهذه البطولة في الفوز ببطولة كأس ليبرتادوريس 1963 بعدما خسر المباراة النهائية أمام فريق سانتوس البرازيلي الذي قاده اللاعب البرازيلي الأسطوري بيليه إلى التتويج بلقب البطولة. واجه فريق بوكا جونيورز في نهائي هذه البطولة فريق ريال مدريد الإسباني، وكانت هذه المباراة هي المواجهة الثالثة التي جمعت بين الفريقين في تاريخيهما. كان اللقاء الأول الذي جمع بين الفريقين هو المباراة الودية التي أقيمت عام 1925 خلال الجولة الأوروبية التي قام بها فريق بوكا جونيورز، وانتهت المباراة بفوز فريق بوكا جونيورز بنتيجة 1-0), أما اللقاء الثاني بين الفريقين فكان في المباراة الودية التي أقيمت عام 1927 خلال الجولة التي قام بها فريق ريال مدريد في الأمريكتين، والتي امتدت لأكثر من ثلاثة أشهر، وكانت هي المرة الأولى التي يزور فيها الفريق الإسباني الأمريكتين ويتجول فيهما بدءًا من العاصمة الأرجنتينية بوينس آيرس وانتهاءًا بمدينة نيويورك بالولايات المتحدة الأمريكية. وعلى صعيد اللقاءات الرسمية، فقد كانت أول مباراة رسمية بين الفريقين خلال نسخة عام 1994 من بطولة كوبا أيروأميريكان، وهي بطولة معترف بها من الاتحاد الإسباني لكرة القدم واتحاد أمريكا الجنوبية لكرة القدم، على حين كانت أول مباراة رسمية معترف بها من الاتحاد الأوروبي لكرة القدم بين الفريقين هي المباراة التي جمعت بينهما في نهائي بطولة كأس العالم لأندية القارات عام 2000، والتي انتهت فوز فريق بوكا جونيورز بنتيجة 2-1 ليحرز بذلك لقبه القاري الثاني.